# La piel (narración)

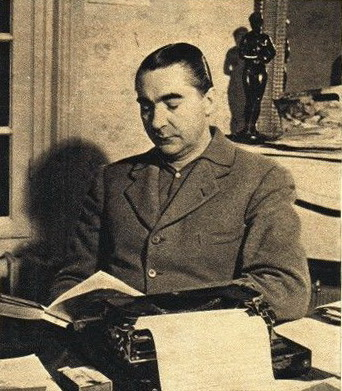
Curzio Malaparte 1950

La piel es una narración autobiográfica del escritor italiano Curzio Malaparte, publicada en 1949. Trata de la ocupación aliada en Italia desde 1943 hasta 1945. En 1950, el libro fue condenado por el Vaticano y se colocó en todos los índices de libros prohibidos ( Index Librorum Prohibitorum ).

## Contenido

### Contexto
En la narración, ambientada principalmente en Nápoles, Malaparte contrasta la inocencia (e ingenuidad) de los soldados estadounidenses con la desesperación y corrupción de los italianos derrotados; sobre todo cuestiona las fáciles interpretaciones moralistas del conflicto.
- «... la piel repugnante (...) que es la bandera de nuestra patria, de nuestra verdadera patria. Una bandera de piel humana. Nuestra verdadera patria es nuestra piel ".

(de La piel)
El libro se basa en gran medida, como el anterior Kaputt, en la experiencia de guerra del autor, quien desde noviembre de 1943 hasta marzo de 1946 actuó como oficial de enlace agregado al Alto Mando de los Estados Unidos en Italia ( Kaputt se basa en cambio en las experiencias de Malaparte en los Frentes orientales, donde ocupó el doble cargo de oficial del Ejército Real y corresponsal del Corriere della Sera ). En este caso es Italia durante los años de 1943 a 1945. En vez de los alemanes, los invasores son en este caso las fuerzas armadas norteamericanas. El libro, que representa la triunfante inocencia norteamericana frente al fondo de la experiencia europea de destrucción y hundimiento moral. Desde noviembre de 1943 hasta marzo de 1946 estuvo destinado en el Alto Mando Estadounidense en Italia como agente de enlace italiano.
- "La experiencia enseña que la peor forma de patriotismo es cerrar los ojos a la realidad y abrir la boca de par en par en himnos y alabanzas hipócritas, que no tienen otro propósito que ocultar los males de uno mismo y de los demás, vivos y reales. (...) Hay dos formas de amar la propia patria: la de decir abiertamente la verdad sobre los males, las miserias, las vergüenzas que sufrimos, y la de esconder la realidad bajo el manto de la hipocresía, negando las plagas, las miserias y la vergüenza [ ...] De las dos formas, prefiero la primera ".[2]

(Curzio Malaparte, El tiempo ilustrado)
Después del 8 de septiembre de 1943, aunque acusado de oportunismo, se puso del lado del gobierno de Badoglio, negándose, como oficial del Ejército Real, a unirse a la República Social Italiana constituida en el norte por Mussolini, apoyado por las tropas del Tercer Reich. En noviembre de 1943 Malaparte fue nuevamente detenido por el Cuerpo de Contrainteligencia (CIC), la contrainteligencia aliada, por sus anteriores actividades diplomáticas. Fue puesto en libertad unos días después, porque se le consideraba intermediario entre Galeazzo Ciano y el gobierno griego en las negociaciones que tuvieron lugar antes de que Italia atacara el país en 1940 y, por tanto, se le consideró al tanto de información útil, así como por el hecho de que ya había mantenido relaciones con los aliados en vista del armisticio.

### Colaboración con el mando aliado
Desde entonces decidió colaborar oficialmente con el CIC, reportando semanalmente a su gerente, el Coronel Henry Cumming, y siguiéndolo en sus viajes de sur a norte. La colaboración duró hasta el final de la guerra.
- «Eran los días de la "peste" en Nápoles. Todas las tardes a las cinco, después de media hora de punching ball y una ducha caliente en el gimnasio de la PBS, Sección de la Base Peninsular, el coronel Jack Hamilton y yo caminábamos hacia San Ferdinando, abriéndonos paso a codazos entre la multitud que, desde el amanecer a la hora del toque de queda, se amontonaban en la via Toledo. Estábamos limpios, lavados, bien alimentados, Jack y yo, en medio de la terrible, escuálida, sucia, hambrienta y andrajosa muchedumbre napolitana que multitud de soldados de los ejércitos liberadores, formados por todas las razas de la tierra, que choca e insulta en todos los idiomas y en todos los dialectos del mundo. El honor de ser liberados primero había recaído por sorteo, entre todos los pueblos de Europa, en el pueblo napolitano (...) después de tres años de hambre, epidemias, feroces bombardeos, lo habían aceptado de buena gana, por caridad de la patria, la gloria codiciada y envidiada de representar el papel de un pueblo conquistado ... "  (del Comienzo de La piel)

En 1944, Malaparte también regresó al ejército italiano del Reino del Sur, como oficial de enlace con el mando aliado del Cuerpo de Liberación de Italia, y con el rango de capitán. La llegada de las fuerzas liberadoras americanas a Nápoles y el profundo estado de postración de la ciudad napolitana, que se liberó tras los cuatro días de 1943, constituyen el núcleo narrativo de la segunda novela autobiográfica, La pelle, escrita entre 1944 y 1945, y publicada en 1949 en las ediciones "Aria d'Italia". Se suponía que el título original sería La peste, pero fue cambiado por ser homónimo con la novela de Albert Camus, publicada en 1947.

### Conflicto con la Iglesia Católica
La obra, animada por un gran realismo con descripciones de la vida cotidiana y de la humillación moral y física en particular del pueblo napolitano, rozando a veces lo grotesco, macabro y surrealista (como la invención del pez-sirena cocinado por el general) , como un descenso a un verdadero infierno de Dante, fue colocado en el Índice de Libros Prohibidos por la Iglesia Católica en 1950, principalmente debido a una escena del capítulo El viento negro (no se sabe si realmente sucedió), donde Malaparte recuerda el período en el frente ruso, y que representa a un grupo de judíos crucificados a los árboles por los nazis en Ucrania - una dura acusación del cristianismo europeo - y considerado por la Iglesia como blasfemo y ofensivo para la religión.
- “Muchos estaban vestidos con el caftán negro hebreo, muchos estaban desnudos y su carne brillaba castamente en el frío calor de la Luna. Similar al huevo turgente de la vida, que en el cementerio etrusco de Tarquinia los muertos levantan entre dos dedos, símbolo de fecundidad y eternidad, la luna salió de la tierra, flotando en el cielo, blanca y fría como un huevo: iluminando los rostros barbudos, las ojeras negras, las bocas abiertas, los miembros retorcidos de los hombres crucificados. Me levanté sobre los estribos, estiré las manos hacia uno de ellos, intenté sacar con las uñas los clavos que le perforaban los pies. Pero se alzaron voces de indignación y el crucificado gritó: "No me toques, maldito". "No quiero lastimarte", grité, "¡por el amor de Dios, déjame ayudarte!" Una risa horrible corrió de árbol en árbol, de cruz en cruz, y vi las cabezas moviéndose aquí y allá, las barbas temblando y las bocas abriéndose y cerrándose: y oí el crujir de sus dientes".

Además, la descripción de la prostitución infantil desenfrenada, incluso de niños, en el Sur (presente un poco a lo largo de todo libro) y quizás también la comparación entre el sufrimiento de los perros viviseccionados con la crucifixión de Jesús (siempre presente en el capítulo más oscuro del libro). El capítulo El viento negro, sobre el fin de los judíos ucranianos le pareció excesiva al Santo Oficio (también en el capítulo El juicio habla de un Mussolini "crucificado" en una pesadilla).

### Conclusión sobre la inutilidad de la guerra
Antes del inicio de La Pelle, Malaparte colocó la siguiente dedicatoria a sus camaradas estadounidenses, en la que leemos una condena implícita de todas las guerras, definidas como inútiles:
- "A la afectuosa memoria del coronel Henry H. Cumming, de la Universidad de Virginia, y de todos los buenos y honestos soldados estadounidenses, mis compañeros de armas desde 1943 hasta 1945, que murieron en vano por la libertad de Europa".

Como epígrafe del libro, utilizó otras dos frases: una de Esquilo: "Si respetan los templos y los dioses de los vencidos, los vencedores se salvarán", una referencia crítica al comportamiento de los aliados hacia la población italiana y los prisioneros alemanes; de hecho, no escatima duras críticas por el comportamiento de los militares angloamericanos y de los demás aliados con los que ya se había alineado; la otra en francés de Paul Valéry "Ce qui m'intéresse n'est pas toujours ce qui m'importe"("No siempre me interesa lo que me importa").
Posteriormente, como corresponsal del periódico comunista l'Unità (gracias a la simpatía personal mutua con Palmiro Togliatti, a pesar de haber sido en el pasado odiado por Gramsci y otros eminentes comunistas), bajo el seudónimo de Strozzi, recordó los hechos. de los francotiradores florentinos, que dispararon contra los estadounidenses desde la orilla norte del Arno para evitar que cruzaran el Ponte Vecchio; se trataba de un grupo de jóvenes soldados del RSI (incluso aquí el escritor mira más allá de las contingencias del momento, alabando la valentía de los enemigos), luego fusilados por los partisanos.
La película de 1981 del mismo nombre, dirigida por Liliana Cavani, se basó en esta novela.